# Horupan, Mlîniv
Horupan (în ucraineană Хорупань) este localitatea de reședință a comunei Horupan din raionul Mlîniv, regiunea Rivne, Ucraina.

## Demografie
Componența lingvistică a localității Horupan
     Ucraineană (99,38%)
     Alte limbi (0,61%)
Conform recensământului din 2001, majoritatea populației localității Horupan era vorbitoare de ucraineană (99,38%), existând în minoritate și vorbitori de alte limbi.